# Соколова (Юргінський район)
Соколо́ва (рос. Соколова) — присілок у складі Юргінського району Тюменської області, Росія.
Населення — 139 осіб (2010, 165 у 2002).
Національний склад станом на 2002 рік:
- росіяни — 94 %